# Adrian Piperi
Adrian Piperi III, né le 20 janvier 1999, est un athlète américain, spécialiste du lancer du poids.

## Biographie
Il remporte la médaille d'or des championnats du monde cadets 2015, se classe troisième des championnats panaméricains juniors 2017, et deuxième des championnats du monde juniors 2018.
Il porte son record personnel en salle à 21,74 m le 6 février 2021 à College Station, et son record personnel en plein air à 22,29 m le 3 août 2025 à Eugene lors des championnats des États-Unis 2025.

## Palmarès
| Date | Compétition                    | Lieu   | Résultat | Marque  |
| ---- | ------------------------------ | ------ | -------- | ------- |
| 2025 | Championnats du monde en salle | Nankin | 3e       | 21,48 m |

## Records
| Épreuve         | Épreuve   | Performance | Lieu            | Date           |
| --------------- | --------- | ----------- | --------------- | -------------- |
| Lancer du poids | Plein air | 22,29 m     | Eugene          | 3 août 2025    |
| Lancer du poids | Salle     | 21,74 m     | College Station | 6 février 2021 |